# Blauwe Steen (Leiden)

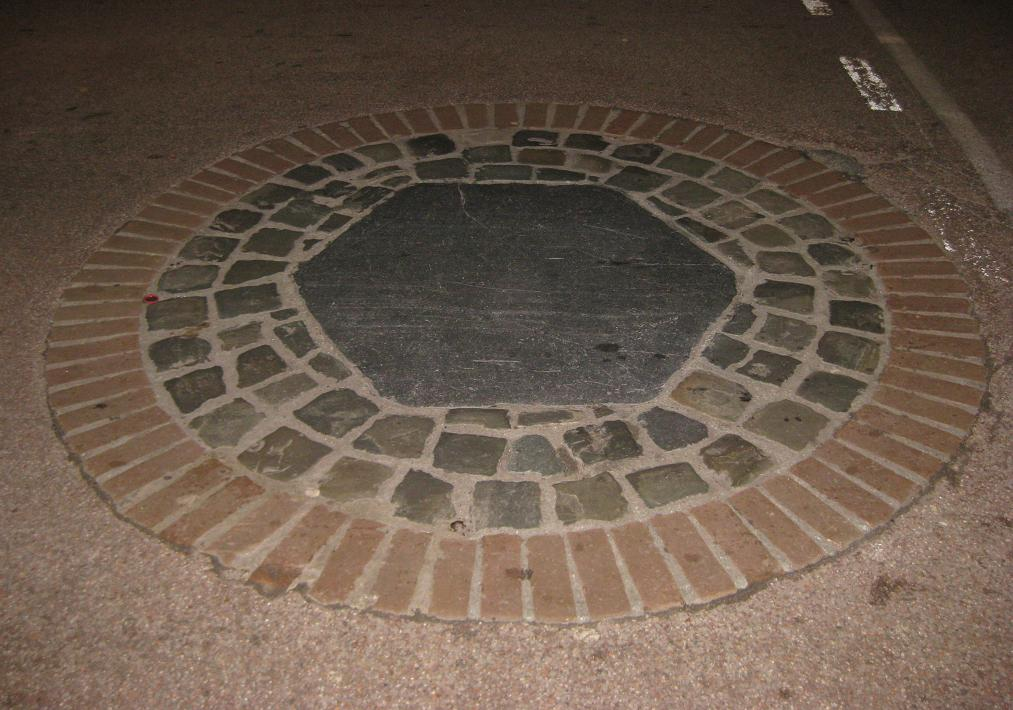
De Blauwe Steen

De Blauwe Steen is een historisch markeerpunt in het wegdek op de kruising van de Breestraat, Pieterskerkchoorsteeg en Maarsmansteeg in de binnenstad van de Nederlandse stad Leiden. De steen is een gladde zeshoekige arduinsteen (uit België) die vanwege de blauwe kleur bekendstaat als de Blauwe Steen. Naast deze steen kent Leiden ook een Rode en een Witte Steen.

## Geschiedenis
De Blauwe Steen ligt op het symbolisch middelpunt van de vier kwartieren (of vierendelen), waarin de middeleeuwse stad Leiden tot de eerste uitbreiding van 1294 verdeeld was. De namen van de kwartieren waren ontleend aan de daarin gelegen belangrijkste gebouwen: het Gasthuis, Vleeshuis, Wanthuis en Wolhuis. In 1321 wordt voor het eerst melding gemaakt van de Blauwe Steen. Niet primair als grenssteen, maar als rechtplaats.
De steen is waarschijnlijk in de loop der tijd meerdere malen vervangen. Zo is de steen in ieder geval bij de aanleg van de paardentram rond 1880 weggehaald. Door toedoen van de vereniging Oud Leiden is in 1910 opnieuw een steen geplaatst. De huidige steen is dus niet origineel, maar bevindt zich nog altijd op de oorspronkelijke locatie.

## Betekenis
Vooraf moet worden opgemerkt dat er geen eenduidige en geaccepteerde verklaring is voor de oorspronkelijke betekenis van de Blauwe Steen. Hetzelfde is van toepassing voor de Rode en de Witte Steen.
Geconstateerd kan worden dat het woord Steen verschillende betekenissen kan hebben, zoals:
1. de naam van een (stenen) bouwwerk
2. grenssteen
3. gerechtsplaats

De eerste optie lijkt bij een individuele platte steen niet aan de orde te zijn (NB: deze betekenis komt wel terug in de naam van het Gravensteen). Ook de veronderstelling dat de Blauwe, Witte en Rode Steen gebruikt werden om de (pas later ontstane) stadsparochies (Sint-Pancras, Hooglandse Kerk en Pieterskerk) te markeren, dan wel de verschillende rechtsgebieden in de stad van elkaar te scheiden, lijkt minder waarschijnlijk. Voor een relatie met de rechtspraak, meer in het bijzonder het uitspreken van vonnissen en het uitvoeren van straffen, zijn meer aanwijzingen, al is ook over de rechtspraak in de middeleeuwen nog lang niet alles bekend.
Duidelijk is dat stenen als de Blauwe Steen niet specifiek zijn voor Leiden, maar dat ze ook elders in Nederland en in het buitenland voorkomen. Omdat ze meestal op een centrale plaats gelegen zijn, lijkt er vaak een relatie te zijn met de rechtspraak van die tijd. Die was toen een bevoegdheid van de lokale of regionale machthebber, zoals ook naar voren komt in de verklaring die voor de verschillende kleuren stenen. Zo zou de Witte Steen de gerechtssteen van de landvorst, de graaf of de ambachtsheer zijn geweest, de Rode Steen de steen van de geestelijkheid en de Blauwe Steen de gerechtsplaats van de gemeenten en poortersschappen.
Van de Blauwe Steen in Leiden is bekend dat daar (dood)straffen werden uitgevoerd, maar ook dat de executie van de doodstraf in 1464 van de Blauwe Steen werd overgebracht naar het Gravensteen. Toch werd er in 1572 op de plaats van de Blauwe Steen opnieuw een galg opgericht en tot 1574 (het jaar van het beleg) vond daar ook de ontpoortering plaats.
Soms wordt er melding gemaakt van een ring in de steen, waar de gestrafte aan vastgebonden zou zijn, als onderdeel van de berechting of tentoonstelling als straf. Er lijkt ook een relatie te bestaan met het gebruik van de schandpaal (of kaak, vandaar aan de kaak stellen), die dikwijls ook van dezelfde blauwe steensoort was gemaakt en soms op of bij een blauwe steen geplaatst was.

## Bekende stenen
- Arnhem. Hier was sprake van een ring die aan een grote steen bevestigd was. Een gevangene kon hier drie keer om heen geleid worden onder de vraag of iemand hem wilde verborgen.[4]
- Culemborg. Midden voor het Stadhuis ligt een Blauwe Steen.
- Haarlem kende een Witte Steen van de grafelijkheid aan het Spaarne en er lag een Blauwe Steen vóór het oude raadhuis aan de Grote Markt.
- Hoorn kent/kende zowel een Rode als een Witte en Blauwe Steen. De Rode Steen ligt op een kruispunt van twee oude dijkwegen (voor het oude raadhuis) en diende ook als plaatsaanduiding.
- Leiden kent nog steeds een Blauwe, Witte en Rode Steen.
- Nijmegen heeft een (vierkante) Blauwe Steen op de Markt op het snijpunt van twee assen van het middeleeuwse Nijmegen. Deze werd in 1522 van een ring voorzien. In 1647 vervangen door een nieuwe steen. Er werden rechtshandelingen verricht maar geen doodvonnissen voltrokken. Ook is er een Witte Steen aan de westzijde van de Markt.